# Thorogobius macrolepis
 Thorogobius macrolepis és una espècie de peix de la família dels gòbids i de l'ordre dels perciformes.

## Morfologia
- Els mascles poden assolir 6,5 cm de longitud total.[6][7]

## Hàbitat
És un peix marí, de clima subtropical i demersal.

## Distribució geogràfica
Es troba a la conca occidental de la mar Mediterrània.

## Observacions
És inofensiu per als humans.